# Thomas Walkup
Thomas Ryan Walkup (in greco Θωμάς Ράιαν Γουόκαπ?; Pasadena, 30 dicembre 1992) è un cestista statunitense naturalizzato greco.

## Carriera NCAA
Iscrittosi alla Stephen F. Austin State University, Texas, Walkup assunse il ruolo di sesto uomo durante la stagione da freshman, giocando una media di 18,5 minuti con 4,4 punti e 3,6 rimbalzi. In questa stagione i Lumberjacks registrarono il record personale di 27 vittorie, vincendo il loro terzo titolo della Southland Conference e così si qualificarono al National Invitation Tournament del 2013.
L'anno successivo alzò le sue medie raggiungendo i 15,5 punti a partita e 6,5 rimbalzi, iniziando così a farsi soprannominare "The Snake" grazie alla sua abilità nei rimbalzi, nella difesa e nel subire falli.
Nel 2015 fu nominato giocatore dell'anno della Southland Conference, premio che vinse anche l'anno successivo.
Nel primo turno del Torneo di NCAA del 2016 Walkup segnò 33 punti con 19 su 20 ai tiri liberi, permettendo così di sconfiggere West Virginia University, una delle favorite nel lato Est del tabellone.
Durante gli anni del college, Walkup è stato sempre riconosciuto dalla sua barba, caratteristica che è stata risaltata dai media proprio nel torneo del 2016.

## Carriera professionistica
Non essendo stato scelto nel Draft NBA 2016, Walkup ha partecipato all'NBA Summer League con i Golden State Warriors. il 26 settembre ha firmato un contratto con i Chicago Bulls, ma dopo quattro partite di preseason il 30 ottobre viene ingaggiato dai Windy City Bulls, squadra della NBA Development League affiliata ai Chicago Bulls.
Il 10 agosto 2017 Walkup viene ingaggiato dal BSG Ludwigsburg, e a fine stagione viene inserito nel miglior quintetto del torneo.
Il 21 giugno 2018 Walkup ha firmato per lo Žalgiris Kaunas, vincendo nel suo primo anno in Lituania campionato, coppa nazionale ed il premio di miglior difensore dell'anno. In autunno ha firmato poi un'estensione del contratto fino all'estate del 2021.

## Statistiche

### College
| Anno      | Squadra         | PG  | PT  | MP   | TC%  | 3P%  | TL%  | RP  | AP  | PRP | SP  | PP   |
| --------- | --------------- | --- | --- | ---- | ---- | ---- | ---- | --- | --- | --- | --- | ---- |
| 2012-2013 | SFA Lumberjacks | 32  | 0   | 18,5 | 50,5 | 45,5 | 60,5 | 3,6 | 1,3 | 0,8 | 0,1 | 4,4  |
| 2013-2014 | SFA Lumberjacks | 35  | 34  | 28,4 | 56,8 | 35,9 | 73,3 | 5,3 | 2,1 | 1,1 | 0,3 | 13,1 |
| 2014-2015 | SFA Lumberjacks | 34  | 34  | 27,7 | 56,7 | 26,2 | 74,4 | 6,5 | 3,7 | 1,2 | 0,2 | 15,6 |
| 2015-2016 | SFA Lumberjacks | 34  | 34  | 29,5 | 58,8 | 25,6 | 81,8 | 6,9 | 4,5 | 2,1 | 0,5 | 18,1 |
| Carriera  | Carriera        | 135 | 102 | 26,2 | 56,8 | 30,5 | 75,9 | 5,6 | 2,9 | 1,3 | 0,3 | 12,9 |

### G League
| Anno      | Squadra          | PG | PT | MP   | TC%  | 3P%  | TL%  | RP  | AP  | PRP | SP  | PP  |
| --------- | ---------------- | -- | -- | ---- | ---- | ---- | ---- | --- | --- | --- | --- | --- |
| 2016-2017 | Windy City Bulls | 40 | 23 | 24,4 | 45,7 | 28,2 | 84,5 | 3,9 | 3,4 | 1,1 | 0,2 | 7,6 |
| Carriera  | Carriera         | 40 | 23 | 24,4 | 45,7 | 28,2 | 84,5 | 3,9 | 3,4 | 1,1 | 0,2 | 7,6 |

### Eurolega
| Anno      | Squadra         | PG  | PT  | MP   | TC%  | 3P%  | TL%  | RP  | AP  | PRP  | SP  | PP  |
| --------- | --------------- | --- | --- | ---- | ---- | ---- | ---- | --- | --- | ---- | --- | --- |
| 2018-2019 | Žalgiris Kaunas | 34  | 18  | 16,8 | 48,6 | 29,5 | 80,6 | 2,6 | 2,2 | 0,5  | 0,0 | 5,2 |
| 2019-2020 | Žalgiris Kaunas | 28  | 21  | 25,8 | 49,5 | 46,7 | 85,7 | 3,6 | 5,5 | 1,0  | 0,1 | 9,6 |
| 2020-2021 | Žalgiris Kaunas | 34  | 34  | 24,1 | 42,3 | 37,1 | 90,6 | 3,0 | 4,5 | 1,1  | 0,0 | 8,2 |
| 2021-2022 | Olympiakos      | 37  | 37  | 22,4 | 41,6 | 29,7 | 73,9 | 2,3 | 2,7 | 1,1  | 0,1 | 6,3 |
| 2022-2023 | Olympiakos      | 41  | 41  | 25,1 | 44,3 | 33,3 | 85,4 | 2,8 | 5,6 | 1,8* | 0,1 | 7,3 |
| 2023-2024 | Olympiakos      | 40  | 40  | 26,4 | 37,6 | 30,2 | 76,5 | 3,0 | 4,8 | 1,6  | 0,0 | 7,8 |
| 2024-2025 | Olympiakos      | 26  | 20  | 20,2 | 41,5 | 34,0 | 61,5 | 2,3 | 4,6 | 1,0  | 0,1 | 4,0 |
| Carriera  | Carriera        | 240 | 211 | 23,1 | 43,2 | 33,6 | 80,5 | 2,8 | 4,3 | 1,2  | 0,1 | 7,0 |

## Palmarès

### Squadra
- Campionato lituano: 3

Žalgiris Kaunas: 2018-2019, 2019-2020, 2020-2021
- Campionato greco: 3

Olympiakos: 2021-2022, 2022-2023, 2024-2025
- Coppa di Lituania: 2

Žalgiris Kaunas: 2019-2020, 2020-2021
- Coppa di Grecia: 3

Olympiakos: 2021-2022, 2022-2023, 2023-2024
- Supercoppa greca: 3

Olympiakos: 2022, 2023, 2024

### Individuale
- Lietuvos krepšinio lyga MVP finali: 1

Žalgiris Kaunas: 2020-2021
- A1 Ethniki MVP finali: 1

Olympiakos: 2022-2023
- Euroleague Best Defender: 1

Olympiakos: 2023-2024